# Vittény
Vittény (szlovákul Bellova Ves) község Szlovákiában, a Nagyszombati kerületben, a Dunaszerdahelyi járásban.

## Fekvése
Somorjától 19 km-re északkeletre fekszik.

## Története
Vittényt még a 19. század közepén Fényes Elek említi geográfiai szótárában mint Pozsony vármegyei települést, mely Illésháza filiája 10 lakossal.
A trianoni békeszerződésig területe Pozsony vármegye Somorjai járásához tartozott.

A község 1951-ben vált önállóvá, területe addig Tonkházához és Léghez tartozott. Lakóinak legnagyobb része a 20. századi földreform során települt ide.
1976 és 1990 között Sárrét része volt. Lakói főként mezőgazdasággal foglalkoznak.

## Népessége
| Év:            | 1994. | 2004.    | 2014.    | 2024.    |
| -------------- | ----- | -------- | -------- | -------- |
| Emberek száma: | 165   | 184      | 255      | 365      |
| Eltérés:       |       | +11,51 % | +38,58 % | +43,13 % |

| Év:            | 2023. | 2024.   |
| -------------- | ----- | ------- |
| Emberek száma: | 358   | 365     |
| Eltérés:       |       | +1,95 % |

2001-ben 162 lakosából 86 szlovák és 73 magyar volt.
2011-ben 229 lakosából 130 szlovák és 76 magyar volt.
2021-ben 326 lakosából 63 (+1) magyar, 257 (+6) szlovák, (+1) ruszin és 6 (+1) egyéb nemzetiségű volt.

## Külső hivatkozások
- E-obce.sk Archiválva 2009. május 7-i dátummal a Wayback Machine-ben
- Községinfó
- Vittény Szlovákia térképén